# Aventure à Soho
Pour plus de détails, voir Fiche technique et Distribution.
Aventure à Soho (Miracle in Soho) est un film britannique réalisé par Julian Amyes, sorti en 1957.

## Synopsis
Dans le quartier de Soho à Londres, les habitants de St Anthony's Lane vont devoir subir plusieurs jours de travaux pour refaire le revêtement de leur rue. Parmi les ouvriers, Michael est un bourreau des cœurs qui part sans se retourner quand le travail est fini. Il s'intéresse cependant à Julia et Mafalda, deux sœurs qui s'apprêtent à émigrer au Canada avec leur famille. Les prières de Julia à saint Antoine arriveront-elles à changer le cœur de Michael ?

## Fiche technique
- Titre original : Miracle in Soho
- Titre français : Aventure à Soho
- Réalisation : Julian Amyes
- Scénario : Emeric Pressburger
- Direction artistique : Carmen Dillon
- Décors : Vernon Dixon
- Costumes : Julie Harris
- Photographie : Christopher Challis
- Son : John W. Mitchell, Gordon K. McCallum
- Montage : Arthur Stevens
- Musique : Brian Easdale
- Production exécutive : Earl St. John
- Production : Emeric Pressburger
- Production associée : Sydney Streeter
- Société de production : The Rank Organisation
- Société de distribution : J. Arthur Rank Film Distributors
- Pays d'origine :  Royaume-Uni
- Langue originale : anglais, italien, français, chinois
- Format : couleur (EastmanColor) — 35 mm — 1,75:1 — son mono
- Genre : Comédie dramatique
- Durée : 98 minutes
- Dates de sortie : 
  - Royaume-Uni : 9 juillet 1957
  - France : 20 décembre 1957

## Distribution
- John Gregson : Michael Morgan
- Belinda Lee : Julia Gozzi
- Cyril Cusack : Sam Bishop
- Peter Illing : Papa Gozzi
- Rosalie Crutchley : Mafalda Gozzi
- Marie Burke : Mama Gozzi
- Ian Bannen : Filippo Gozzi
- Brian Bedford : Johnny
- Barbara Archer : Gwladys
- Paul Stassino : Paulo

## Chansons du film
- The Miracle, musique de Brian Easdale, paroles de Jack Fishman, interprétée par Ronnie Hilton

## Production
- Le scénario a été écrit sous le titre The Miracle in St Anthony's Lane par Emeric Pressburger en 1934. Et il est resté dans ses tiroirs pendant 22 ans, jusqu'à ce que sa production marque le début de la séparation entre Emeric Pressburger et Michael Powell[1].